# Kang Sheng

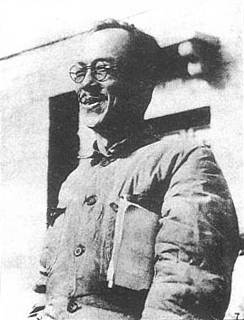
Kang Sheng im April 1945 in Yan’an während des VII. Parteitags der KP China

Kang Sheng (chinesisch 康生, Pinyin Kāng Shēng; * 4. November 1898 als Zhang Zongke 張宗可 / 张宗可,  Zhāng Zōngkě in Jiaonan, Provinz Shandong in der Qing-Dynastie; † 16. Dezember 1975 in Peking, Volksrepublik China, auch bekannt als Zhang Shaoqing 張少卿 / 张少卿, alternativ 張紹卿 / 张紹卿,  Zhāng Shàoqīng) war ein hochrangiges Mitglied der Kommunistischen Partei Chinas und seiner Zeit einer der wichtigsten und am meisten gefürchteten Spezialisten für Sicherheits- und Geheimdienstoperationen des Landes.
Als einer der verantwortlichen Kräfte hinter der Säuberungsbewegung 1942 in Yan’an und der „Anti-Rechts-Bewegung“ (1957–58) galt er Einigen als direkter Vergleich zum Chef der sowjetischen Geheimpolizei unter Josef Stalin, Lawrenti Beria. Kang wird als der Begründer des chinesischen Gulags bezeichnet, spielte eine aktive Rolle in der Kulturrevolution und wirkte während dieser unter anderem als Ratgeber der Viererbande.
Als Hauptinitiator der großen Säuberungsaktionen zwischen den Jahren 1938 und 1975 in seiner De-facto-Funktion als Geheimdienstchef der KP hat er mehrere Millionen Menschen bzw. „Rechtsabweichler“ auf dem Gewissen.
Diese hat er entweder in die chinesischen Arbeitslager „Laogai“ abtransportieren (bis zu 20 Jahre Lagerarbeit), oder umbringen lassen.

## Leben
Kang Sheng wurde als Sohn eines wohlhabenden Grundbesitzers in Jiaonan, Provinz Shandong geboren. Sein ursprünglicher Name lautete Zhang Shaoqing.
In seiner frühen Kindheit besuchte er die Knabenschule von Guanhai. Später nahm er ein Studium am Lehrerseminar von Qingdao auf und unterrichtete danach als Lehrer an der Grundschule von Zhucheng.
Bereits zu Beginn der 1920er Jahre näherte er sich durch das Studium der sozialistischen Literatur in seinem Denken und seinen Einstellungen dem Kommunismus an.
Von 1922 bis 1924 nutzte Kang die Möglichkeit zum Studium in Europa, absolvierte dabei ein Praktikum an einer Berliner Hochschule und knüpfte Kontakte zu anderen chinesischen Kommunisten. Zu diesen gehörten unter anderem der spätere Premierminister der VRCh Zhou Enlai und Deng Xiaoping, de facto der führende Kopf der KPCh gegen Ende des 20. Jahrhunderts.
Im Jahre 1924 immatrikulierte sich Kang Sheng an der Shangda-Universität in Shanghai. Bereits 1925 trat er der KPCh bei.
Ab 1926 übernahm er die Leitung des Organisationsbüros der Shanghaier KP. Diese Epoche kann als Beginn seiner Tätigkeit für den chinesischen Geheimdienst angesehen werden. Kangs Aufgabenbereiche umfassten mitunter das Auffinden sicherer Versammlungsorte und Wohnungen für die führenden Köpfe der Partei. Der Parteispitze schien Kang aufgrund seiner Bildung und seiner Verschwiegenheit für diese Aufgabe besonders geeignet.
Nach dem gescheiterten Arbeiterstreik in Shanghai im Jahre 1927 verschwand Kang Sheng in den Untergrund, um der Festnahme durch die Kuomintang zu entgehen. Aufgrund der starken Dezimierung der Partei während der anschließend stattfindenden Säuberungsaktion der Kuomintang beschloss die Parteiführung in Shanghai den Aufbau eines Sicherheitsapparates zum Schutz des Hauptquartiers. Kang kümmerte sich in diesem Rahmen weiterhin um „Organisationsfragen“ und machte sichere Versammlungsorte ausfindig. Zu diesem Zweck rekrutierte er ein kleines Spionagenetz.
Im Jahre 1930 stieg Kang zum leitenden Direktor der Organisationsabteilung des Zentralkomitees auf.
1933 wurde er als stellvertretender Vertreter der Shanghaier KPCh bei der Komintern nach Moskau geschickt, wo er sowjetische Geheimdienst- und Sicherheitstechniken studierte. In Moskau knüpfte er auch Kontakte zu südostasiatischen und europäischen Kommunisten. Im Jahre 1936 erfolgte eine Geheimdienstreise im Rahmen der Komintern nach Europa, während der Kang die Möglichkeit zur Analyse der Lage der Kommunisten im Westen und zur Kontaktaufnahme wahrnahm.
1937 verließ er Moskau um wieder in China zurückzukehren. Er schloss sich den Kommunisten in der von Mao Zedong gegründeten Basis in Yan’an an. Während dieser Zeit traf Kang eine Bekannte aus früheren Tagen wieder, die er mit dem Genossen und späteren Parteivorsitzenden Mao Zedong bekannt machte. Dabei handelte es sich um Maos spätere Frau Jiang Qing. Auch weiterhin war Kangs Schicksal mit dem Jiang Qings eng verbunden. Beide verhalfen sich im Laufe ihres Lebens immer wieder gegenseitig zum sozialen Aufstieg und zur Macht.
Im November 1938 übernahm Kang das Amt als Leiter der „Abteilung für soziale Angelegenheiten“, dessen Aufgabenbereiche dem eines Geheimdienstes entsprachen. Bei diesen handelte es sich um den Nachrichtendienst, die Gegenspionage, interne Repression, Verfolgung von Dissidenten, den Aufbau von Zentralarchiven, Radiosendungen, Kontaktaufbau zu anderen militärisch-politischen Institutionen und ausländischen Geheimdiensten. In diesem Amt gelang Kang der Aufbau eines Spionagenetzwerkes in den von der Guomindang besetzten Gebieten, aber auch innerhalb des Parteiapparates der KPCh.
Kangs Macht wurde beträchtlich ausgeweitet, als es ihm gelang, sich auch noch der leitenden Stellung in den diplomatischen und militärischen Geheimdiensten zu bemächtigen.
Als im Jahre 1942 in der Basis in Yan’an Kritik am ausschweifenden Lebensstil der Parteielite laut wurde, initiierten die leitenden Parteikader eine „Kampagne zur Berichtigung des Stils“, deren Leitung Kang Sheng übernahm. Zum Ziel hatten sich die Urheber der Kampagne das Aussortieren unliebsamer Rechtsabweichler und Kritiker gesetzt. Die Bewohner der Basis in Yan’an wurden gezwungen, gegenseitige Kritik üben, sich untereinander zu denunzieren und die 22 Grundsätze des Kommunismus zu studieren. Die Kampagne gipfelte in einer Säuberungsaktion innerhalb der Partei.
1945 wurde Kang wegen seines rigorosen Vorgehens während der Berichtigungskampagne kritisiert und musste infolgedessen die Leitung der Geheimdienste abgeben. Kangs Macht wurde dadurch zunächst beschränkt.

## In der VRCh
Nach Machtübernahme der Kommunisten im Jahre 1949 bekleidete Kang das Amt des Gouverneurs von Shandong und avancierte zum Mitglied des Verwaltung- und Militärkomitees von Ostchina, einer der fünf großen Verwaltungsbezirke, in die das Staatsgebiet nach der kommunistischen Machtübernahme geteilt worden war. Dabei gelang es ihm, die vom Krieg maßgeblich ruinierte Provinz wieder zu einer stabilen Wirtschaftsregion auszubauen. Während der Zusammenarbeit mit dem lokalen öffentlichen Sicherheitsdienst (Gonganbu) war Kang auch weiterhin in diesem Bereich tätig und galt als Berater der Geheimdienste.
Zwischen 1949 und 1954 gab sich Kang Sheng nur sehr selten in der Öffentlichkeit zu erkennen. Es ist jedoch auch bekannt, dass er eine maßgebliche Rolle bei der Organisation des Baus der chinesischen Atombombe spielte. Sein Beitrag dazu lag vor allem in der Rückführung chinesischer Atomwissenschaftler aus dem Ausland.
Gegen Ende 1954 gewann Kang mit Hilfe von Jiang Qing erneut an Einfluss und wurde bei der Konferenz des Zentralkomitees in den Exekutivausschuss gewählt.
Ab 1955 teilten sich Kangs Tätigkeiten in zwei verschiedene Bereiche. Einerseits fungierte er ab 1956 als Vizepräsident des Komitees zur Verbreitung der Umgangssprache in China.
Andererseits arbeitete er als Leiter der Abteilung für internationale Kontakte. In diesem Bereich war er zuständig für den Kontakt mit anderen kommunistischen Staaten und in dieser Funktion maßgeblich beteiligt am sino-sowjetischen Zerwürfnis, das in den späten 1950er Jahren begann und seinen Höhepunkt im Jahre 1969 mit mehrmaligen Grenzgefechten erlebte. Am 8. Parteikongress der KPCh im Jahre 1956 wurde Kang abermals in das Zentralkomitee der Partei gewählt, beim ersten Plenum des neuen Zentralkomitees jedoch vom Vollmitglied zum Teilmitglied heruntergestuft.
Weiterhin wird ihm eine aktive Rolle in der von Mao Zedong initiierten „Anti-Rechts-Kampagne“ in den Jahren 1957/58 nachgesagt. Kang soll maßgeblich an Säuberungsaktionen und dem Sturz von Peng Dehuai beteiligt gewesen sein.
Im Jahre 1962 erlangte Kang die Mitgliedschaft im Sekretariat der Kommunistischen Partei unter Deng Xiaoping. 1965 wurde er zum stellvertretenden Vorsitzenden des Ständigen Ausschusses des Nationalen Volkskongresses ernannt. Ab Juli 1966 avancierte er zum Berater der „Gruppe Kulturrevolution“ unter dem Zentralkomitee der Kommunistischen Partei und ab dem 11. Plenum des im August 1966 zum Mitglied des Ständigen Ausschusses des Politbüros. Nach dem 9. Parteikongress im Jahre 1969 galt Kang offiziell als die Nr. 5 in der Parteihierarchie und wurde damit zu einem der mächtigsten Männer des Landes. Kang galt als radikaler Befürworter und Mitinitiator der von Mao Zedong begonnenen Kulturrevolution. Auch hier war er maßgeblich an Säuberungsaktionen und dem Sturz vieler hochrangiger Parteimitglieder wie Liu Shaoqi, Deng Xiaoping und Lin Biao beteiligt. Als seine letzte Aktion gilt die 1976 durchgeführte „Kampagne zur Kritik an Rechtsabweichlern“, die sich gegen Deng Xiaoping und Zhou Enlai richtete. An den Vorbereitungen zu dieser Kampagne noch federführend beteiligt, starb Kang noch vor der Durchführung am 16. Dezember 1975 an Blasenkrebs.
Im Jahre 1980 wurde Kang Sheng postum aus der Partei ausgeschlossen und verantwortlich gemacht für die während der Kulturrevolution stattfindenden Verfolgungen hunderter von Parteikadern.

## Persönliches
Seit Mitte der 1950er Jahre war Kang Sheng mit Cao Yi’ou verheiratet, mit der er einen Sohn hatte: Zhang Zishi. Seine Tochter Yu Ying stammte aus erster Ehe. Darüber hinaus adoptierte Kang den Sohn des früheren Mannes von Jiang Qing, Yu Qiwei und seiner neuen Frau Fan Jin nach dem Tod Yu Qiweis.
Kang wurde Zeit seines Lebens für seine Gelehrsamkeit geachtet. Er galt als besonderer Kenner des chinesischen Romanklassikers „Der Traum der roten Kammer“ und anderer klassischer Romane. Besonders gerühmt wurde er jedoch für seine Kalligraphiekünste. Im privaten Austausch zwischen Kang Sheng und Mao Zedong wurden Briefe stets mit einem Pinsel verfasst.